# Black Pearls
| Críticas profissionais | Críticas profissionais |
| Avaliações da crítica  | Avaliações da crítica  |
| Fonte                  | Avaliação              |
| ---------------------- | ---------------------- |
| Allmusic               | [ 1 ]                  |

Black Pearls é o quarto álbum do guitarrista de blues estadunidense Eric Sardinas. O álbum foi lançado com o selo Favored Nations em 26/08/2003.
Black Pearls teve um bom desempenho na Billboard, figurando na 11a posição da parada musical "Top Blues Albums" no dia 24 de julho de 2004, permanecendo lá por 3 semanas.
Na versão japonesa deste álbum, há uma faixa bônus ("Green Tea"), que conta com a participação de Steve Vai.

## Faixas
- Todas as faixas compostas por Eric Sardinas, exceto onde indicado.

| N.º            | Título              | Compositor(es)                | Duração |  |
| 1.             | "Flames of Love"    |                               | 3:43    |  |
| 2.             | "Same Ol' Way"      |                               | 3:48    |  |
| 3.             | "Bittersweet"       |                               | 4:03    |  |
| 4.             | "Ain't No Crime"    |                               | 4:22    |  |
| 5.             | "Big Red Line"      |                               | 2:47    |  |
| 6.             | "Liar's Dice Blues" |                               | 6:28    |  |
| 7.             | "Black Pearls"      | John Coltrane e Eric Sardinas | 3:56    |  |
| 8.             | "Sorrow's Kitchen"  |                               | 4:22    |  |
| 9.             | "Four Roses"        |                               | 3:23    |  |
| 10.            | "Old Smyrna Road"   |                               | 4:03    |  |
| 11.            | "Tenfold Trouble"   |                               | 3:52    |  |
| 12.            | "Wicked Ways"       |                               | 3:29    |  |
| Duração total: | Duração total:      | Duração total:                | 48:16   |  |

| Japan Bonus Track |                             |                           |         |  |
| N.º               | Título                      | Compositor(es)            | Duração |  |
| 13.               | "Green Tea (Ft. Steve Vai)" | Eric Sardinas e Steve Vai | 4:23    |  |

## Desempenho nas Paradas Musicais
| Ano  | Parada Musical             | Desempenho | Ref.  |
| ---- | -------------------------- | ---------- | ----- |
| 2004 | Billboard Top Blues Albums | # 11       | [ 3 ] |

## Créditos
- Eric Sardinas - Vocais, Guitarra
- Paul Loranger - Baixo elétrico
- Paul Dupke - Baterias
- Steve Vai - Guitarra (Faixa 13)